# Статеві хромосоми
Статеві хромосоми, або гоносоми — хромосоми, набір яких відрізняє чоловічі і жіночі особини у тварин і рослин з хромосомним визначенням статі.
За традицією статеві хромосоми на відміну від аутосом, що позначаються порядковими номерами, позначаються літерами X, Y, Z або W. Відсутність статевої хромосоми позначається цифрою 0. Як правило, одна зі статей визначається наявністю пари однакових статевих хромосом (XX або ZZ), а друга — комбінацією двох непарних хромосом або наявністю тільки однієї статевої хромосоми (XY, ZW, X0, Z0). Стать, яка має дві однакові статеві хромосоми, продукує гамети, що не відрізняються за статевими хромосомами, ця стать називається гомогаметною. У статі, що визначається набором непарних статевих хромосом, половина гамет несе одну статеву хромосому, а половина гамет — іншу статеву хромосому, ця стать називається гетерогаметною. У людини, як у всіх ссавців, гомогаметна стать — жіноча (XX), гетерогаметна стать — чоловіча (XY). У птахів, навпаки, гетерогаметна стать — жіноча (ZW), а гомогаметна — чоловіча (ZZ). В деяких випадках стать визначається не однієї, а декількома парами статевих хромосом. Наприклад, качконіс має п'ять пар статевих хромосом, жіноча стать задається комбінацією XXXXXXXXXX, а чоловіча — XYXYXYXYXY.

## Захворювання
- X-пов'язана ендотеліальна дистрофія рогівки

## Ресурси Інтернету
- Зачем нужна Y-хромосома?. Компьютерра-online. 23.06.2003. Архів оригіналу за 29.08.2011. Процитовано 28 травня 2013.
- Нудельман Рафаил. Y-хромосома: жизнь и судьба. «Знание-сила». Архів оригіналу за 28 травня 2013. Процитовано 28 травня 2013.
- Общая и молекулярная генетика: курс лекций для студентов 3-го курса. Гл. 13. Генетика определения пола Жимулёв И. Ф. Официальный сайт НГУ
- Пол определяет не только Y-хромосома. Информационное агентство «Комментатор». 26 серпня 2009. Архів оригіналу за 1 вересня 2012. Процитовано 28 травня 2013.